# Liga Nacional de Básquetbol (Chile)
La Liga Nacional de Básquetbol (LNB) (denominada por motivos de patrocinio como Liga Juga Bet by Cecinas Llanquihue) es la principal competencia de básquetbol de carácter profesional de Chile.
Organizada por la Federación de Básquetbol de Chile, su creación se gestó en 2010 como respuesta al descontento con el manejo administrativo y financiero de la Dimayor, la que fue, entre 1979 y 2012, la mayor categoría de básquetbol del país. La iniciativa provino inicialmente de los clubes Universidad Católica, Español de Talca, Universidad de Concepción y Liceo Mixto, quienes en diciembre de 2009 decidieron retirarse del antiguo torneo, aunque no obstante, hubo un período de transición en que los mismos cuatro clubes retornaron a la Liga Dimayor, disconformes con el manejo administrativo de la Liga Nacional por parte de Miguel Herrera, presidente de la Liga Nacional en ese momento. No obstante lo anterior, finalmente, y luego de este período de desorden, se procedió finalmente a renovar la administración con la Liga Nacional de manera definitiva en 2012.
El primer campeonato fue ganado por Español de Talca. El club que posee el récord de campeonatos es la Universidad de Concepción, con cuatro títulos. El actual campeón es la Universidad de Concepción, quien se impuso 4 a 1 en la serie final a Colegio Los Leones de Quilpué.

## Antecedentes
La Liga Nacional de Básquetbol de Chile es una competencia de básquetbol de carácter profesional organizada por la Federación de Básquetbol de Chile. Fue constituida en el año 2008 con el objetivo de una conformar gran competencia de básquetbol a nivel nacional.
Si bien en un comienzo se proyectó la creación de tres división (Liga A, Liga B y Liga C), en los años 2008 y 2009, únicamente se disputaron estas dos últimas. Finalmente, en 2010 la Liga B fue renombrada como Liga Nacional de Básquetbol, situándose como la principal categoría del certamen, mientras que la Liga C pasó a denominarse Liga Nacional Promocional. Sin embargo, ese mismo año fue constituida la Liga Nacional Superior, de carácter profesional y que agrupa a los principales clubes del país.
Hoy en año 2019 ya esta totalmente consolidada la Liga Nacional de Basquetbol (LNB). Llegando a ser una opción para los clubes que no alcanzan a llegar a esta máxima categoría, este año se propuso la creación de una segunda división con temporada inaugural el 2017.

## Historia
La temporada inaugural de la Liga Nacional tuvo un recibimiento optimista, siendo partícipes de ésta 12 equipos del país. Luego de eliminar en los play-offs a Sagrados Corazones y a Universidad Católica, Español de Talca llegó a la primera final de la historia donde enfrentó a Boston College (que dejó en el camino a Deportivo Alemán y Liceo Mixto de Los Andes), venciendo por un marcador de 3-1, convirtiéndose en el primer campeón de la Liga Nacional. En la edición 2011-12 hubo una gran participación, ya que se inscribieron 18 equipos, pero el campeón defensor Español de Talca optó por volver a la Dimayor. El ganador esta vez fue Deportes Castro, quien derrotó en la final a Boston College.
En la Liga Nacional 2012-13 Español de Talca volvió a coronarse campeón, nuevamente frente a Las Águilas de Boston College, que consiguió su tercer subcampeonato consecutivo, haciendo una campaña casi perfecta con sólo 2 derrotas en todo el campeonato, venciendo por el mismo marcador de la primera final en el tiempo extra del cuarto partido.
La temporada 2013-14 contó con la participación de 16 equipos, resultando campeón el debutante cuadro de Tinguiririca San Fernando tras vencer en la final por 3-1 a Osorno Básquetbol en el Monumental María Gallardo, convirtiéndose en el primer equipo de la Zona Norte en conseguir el campeonato.
En la Temporada 2014-15 se coronó campeón Colo-Colo, que terminó ganando la serie por 3-2 frente a Deportes Castro en Chiloé, lo que le permitió a Colo-Colo representar al país en la Liga Sudamericana de Clubes.
Durante la Temporada 2015-16 se coronó campeón Club Deportivo Valdivia, ganando la serie por 4-2 frente a Universidad de Concepción en Valdivia, lo que le permitió a Club Deportivo Valdivia representar al país en la Liga Sudamericana de Clubes. Esta temporada contó por primera vez con el sistema de 7 partidos en la final.
La Temporada 2016-17 trajo consigo una serie de cambios en el formato del torneo, como lo fueron: el paso de 4 meses de competencia a 7 u 8 meses, la creación de las Conferencias Centro y Sur en donde cada equipo jugaría play off por su respectiva conferencia mientras que ambos finalistas nacionales serían los campeones zonales, y la pérdida de la categoría de los equipos que quedarían en el último puesto de la tabla de sus conferencias. Finalmente, esta temporada fue coronada por Español de Talca, equipo que alcanzó su tercera corona del certamen y que superó en la final nacional a Osorno Básquetbol en una serie definida por 4-2.
En la Temporada 2017-18 el campeón fue Las Ánimas de Valdivia, equipo que alcanzó su primer título nacional y que se impuso en la gran final al Colegio Los Leones de Quilpué en una serie dominada por un definitivo 4-1.
En la Temporada 2018-19, el campeón fue el Club Deportivo Valdivia, equipo que alcanzó su segundo título nacional derrotando a Colegio Los Leones de Quilpué luego de vencer en la serie final por 4-1.
Por motivo de la pandemia de Covid-19, la Temporada 2019-2020 debió ser suspendida en marzo de 2020, quedando finalmente desierto el puesto de campeón.
El campeón de la Temporada 2021, fue la Universidad de Concepción, equipo que alcanzó su primer título nacional derrotando al Club Deportivo Valdivia luego de vencer en la serie final por 3-1.
El campeón de la Temporada 2022, fue la Universidad de Concepción, equipo que alcanzó su segundo título nacional derrotando al Colegio Los Leones de Quilpué luego de vencer en la serie final por 4-2.
El campeón de la Temporada 2023, fue la Universidad de Concepción, equipo que alcanzó el tricampeonato nacional derrotando al Colegio Los Leones de Quilpué luego de vencer en la serie final por 4-1.
El campeón de la Temporada 2024, es Colegio Los Leones de Quilpué, quien se impuso  en la serie final al Club Deportivo Español de Osorno por 4-1.
El campeón de la última temporada disputada, Temporada 2025, es la Universidad de Concepción, quien se impuso en la serie final al Colegio Los Leones de Quilpué por 4-1.

## Primer sistema impuesto
La Liga Nacional de Básquetbol de Chile se disputaba bajo la organización de la Federación de Básquetbol de Chile, listados en orden de mayor a menor importancia son los siguientes:
| Categoría | Categoría | Divisiones                                      | Divisiones                                      | Divisiones                                      | Divisiones                                      | Divisiones                                      | Divisiones                                      | Divisiones                                      | Divisiones                                      | Divisiones                                      | Divisiones                                      | Divisiones                                      | Divisiones                                      | Divisiones                                      | Divisiones                                      | Divisiones                                      | Divisiones                                      | Divisiones                                      | Divisiones                                      |
| --------- | --------- | ----------------------------------------------- | ----------------------------------------------- | ----------------------------------------------- | ----------------------------------------------- | ----------------------------------------------- | ----------------------------------------------- | ----------------------------------------------- | ----------------------------------------------- | ----------------------------------------------- | ----------------------------------------------- | ----------------------------------------------- | ----------------------------------------------- | ----------------------------------------------- | ----------------------------------------------- | ----------------------------------------------- | ----------------------------------------------- | ----------------------------------------------- | ----------------------------------------------- |
| 1º        | 1º        | Liga Nacional de Básquetbol de Chile 12 equipos | Liga Nacional de Básquetbol de Chile 12 equipos | Liga Nacional de Básquetbol de Chile 12 equipos | Liga Nacional de Básquetbol de Chile 12 equipos | Liga Nacional de Básquetbol de Chile 12 equipos | Liga Nacional de Básquetbol de Chile 12 equipos | Liga Nacional de Básquetbol de Chile 12 equipos | Liga Nacional de Básquetbol de Chile 12 equipos | Liga Nacional de Básquetbol de Chile 12 equipos | Liga Nacional de Básquetbol de Chile 12 equipos | Liga Nacional de Básquetbol de Chile 12 equipos | Liga Nacional de Básquetbol de Chile 12 equipos | Liga Nacional de Básquetbol de Chile 12 equipos | Liga Nacional de Básquetbol de Chile 12 equipos | Liga Nacional de Básquetbol de Chile 12 equipos | Liga Nacional de Básquetbol de Chile 12 equipos | Liga Nacional de Básquetbol de Chile 12 equipos | Liga Nacional de Básquetbol de Chile 12 equipos |
| 2º        | 2º        | Liga Deportiva Nacional 12 equipos              | Liga Deportiva Nacional 12 equipos              | Liga Deportiva Nacional 12 equipos              | Liga Deportiva Nacional 12 equipos              | Liga Deportiva Nacional 12 equipos              | Liga Deportiva Nacional 12 equipos              | Liga Deportiva Nacional 12 equipos              | Liga Deportiva Nacional 12 equipos              | Liga Deportiva Nacional 12 equipos              | Liga Deportiva Nacional 12 equipos              | Liga Deportiva Nacional 12 equipos              | Liga Deportiva Nacional 12 equipos              | Liga Deportiva Nacional 12 equipos              | Liga Deportiva Nacional 12 equipos              | Liga Deportiva Nacional 12 equipos              | Liga Deportiva Nacional 12 equipos              | Liga Deportiva Nacional 12 equipos              | Liga Deportiva Nacional 12 equipos              |
| 3º        | 3º        | Liga Nacional Promocional 24 equipos            | Liga Nacional Promocional 24 equipos            | Liga Nacional Promocional 24 equipos            | Liga Nacional Promocional 24 equipos            | Liga Nacional Promocional 24 equipos            | Liga Nacional Promocional 24 equipos            | Liga Nacional Promocional 24 equipos            | Liga Nacional Promocional 24 equipos            | Liga Nacional Promocional 24 equipos            | Liga Nacional Promocional 24 equipos            | Liga Nacional Promocional 24 equipos            | Liga Nacional Promocional 24 equipos            | Liga Nacional Promocional 24 equipos            | Liga Nacional Promocional 24 equipos            | Liga Nacional Promocional 24 equipos            | Liga Nacional Promocional 24 equipos            | Liga Nacional Promocional 24 equipos            | Liga Nacional Promocional 24 equipos            |

La Liga Nacional Superior de Básquetbol terminó convirtiéndose en la Liga Nacional de Básquetbol.

### Sistema actual
Actualmente la Liga Nacional de Básquetbol cuenta con 3 divisiones:
| Categoría | Categoría | Divisiones                                       | Divisiones                                       | Divisiones                                       | Divisiones                                       | Divisiones                                       | Divisiones                                       | Divisiones                                       | Divisiones                                       | Divisiones                                       | Divisiones                                       | Divisiones                                       | Divisiones                                       | Divisiones                                       | Divisiones                                       | Divisiones                                       | Divisiones                                       | Divisiones                                       | Divisiones                                       |
| --------- | --------- | ------------------------------------------------ | ------------------------------------------------ | ------------------------------------------------ | ------------------------------------------------ | ------------------------------------------------ | ------------------------------------------------ | ------------------------------------------------ | ------------------------------------------------ | ------------------------------------------------ | ------------------------------------------------ | ------------------------------------------------ | ------------------------------------------------ | ------------------------------------------------ | ------------------------------------------------ | ------------------------------------------------ | ------------------------------------------------ | ------------------------------------------------ | ------------------------------------------------ |
| 1º        | 1º        | Liga UNO 12 equipos                              | Liga UNO 12 equipos                              | Liga UNO 12 equipos                              | Liga UNO 12 equipos                              | Liga UNO 12 equipos                              | Liga UNO 12 equipos                              | Liga UNO 12 equipos                              | Liga UNO 12 equipos                              | Liga UNO 12 equipos                              | Liga UNO 12 equipos                              | Liga UNO 12 equipos                              | Liga UNO 12 equipos                              | Liga UNO 12 equipos                              | Liga UNO 12 equipos                              | Liga UNO 12 equipos                              | Liga UNO 12 equipos                              | Liga UNO 12 equipos                              | Liga UNO 12 equipos                              |
| 2º        | 2º        | Liga DOS 20 equipos                              | Liga DOS 20 equipos                              | Liga DOS 20 equipos                              | Liga DOS 20 equipos                              | Liga DOS 20 equipos                              | Liga DOS 20 equipos                              | Liga DOS 20 equipos                              | Liga DOS 20 equipos                              | Liga DOS 20 equipos                              | Liga DOS 20 equipos                              | Liga DOS 20 equipos                              | Liga DOS 20 equipos                              | Liga DOS 20 equipos                              | Liga DOS 20 equipos                              | Liga DOS 20 equipos                              | Liga DOS 20 equipos                              | Liga DOS 20 equipos                              | Liga DOS 20 equipos                              |
| 3º        | 3º        | Liga de Desarrollo FebaChile (Sub-23) 49 equipos | Liga de Desarrollo FebaChile (Sub-23) 49 equipos | Liga de Desarrollo FebaChile (Sub-23) 49 equipos | Liga de Desarrollo FebaChile (Sub-23) 49 equipos | Liga de Desarrollo FebaChile (Sub-23) 49 equipos | Liga de Desarrollo FebaChile (Sub-23) 49 equipos | Liga de Desarrollo FebaChile (Sub-23) 49 equipos | Liga de Desarrollo FebaChile (Sub-23) 49 equipos | Liga de Desarrollo FebaChile (Sub-23) 49 equipos | Liga de Desarrollo FebaChile (Sub-23) 49 equipos | Liga de Desarrollo FebaChile (Sub-23) 49 equipos | Liga de Desarrollo FebaChile (Sub-23) 49 equipos | Liga de Desarrollo FebaChile (Sub-23) 49 equipos | Liga de Desarrollo FebaChile (Sub-23) 49 equipos | Liga de Desarrollo FebaChile (Sub-23) 49 equipos | Liga de Desarrollo FebaChile (Sub-23) 49 equipos | Liga de Desarrollo FebaChile (Sub-23) 49 equipos | Liga de Desarrollo FebaChile (Sub-23) 49 equipos |

## Sistema actual

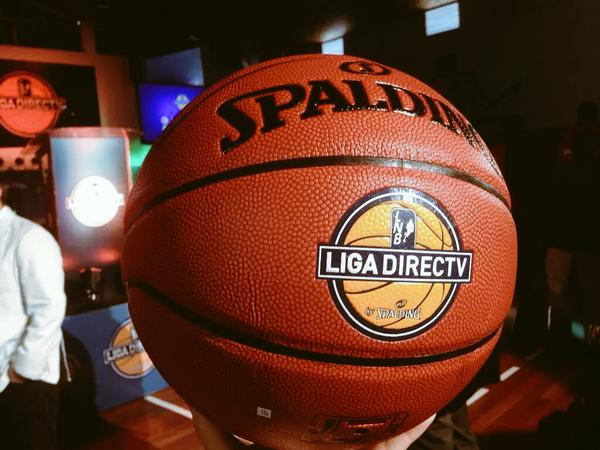
Balón personalizado de Spalding, Liga DirecTV

La temporada constará de 3 fases: La Temporada regular, los Play-offs y las Finales.

### Temporada regular
Los 12 equipos participantes jugarán todos contra todos en dos ruedas. Los que finalicen en los primeros 6 puestos clasificarán a play-offs de forma directa. Del puesto 7 al 10 disputan Play-In para obtener los últimos 2 clasificados a play-offs.

### Play-offs
Los 8 equipos clasificados jugarán cuartos de final, los ganadores pasarán a semifinales. Ambas instancias se disputarán a 5 partidos.

### Finales
Los 2 equipos finalistas definirán al campeón de la Liga en una llave al mejor de 7 partidos.

## Equipos 2025
| Nombre                    | Ciudad                 | Gimnasio                                           | Capacidad   | Entrenador           | Proveedor  | Auspiciador            |
| ------------------------- | ---------------------- | -------------------------------------------------- | ----------- | -------------------- | ---------- | ---------------------- |
| Colegio Los Leones        | Quilpué                | Gimnasio Colegio Los Leones                        | 800         | José Ángel Samaniego | Zeus Sport | Knop Laboratorios      |
| Sportiva Italiana         | Valparaíso             | Arlegui Fortín Prat                                | 1.200 3.000 | Gianluca Pozo        | Playoff    | UVM                    |
| Colo-Colo                 | Santiago (Macul)       | Centro Entrenamiento Olímpico de Ñuñoa             | 3.000       | Ernesto Menchaca     | Macron     | Clínica Meds           |
| Municipal Puente Alto     | Santiago (Puente Alto) | Gimnasio Municipal Irene Velásquez                 | 3.000       | Cristián Santander   | Playoff    | CMPC                   |
| Universidad Católica      | Santiago (Las Condes)  | Edificio de Deportes UC                            | 1.500       | Bernardo Murphy      | Playmaker  | CMPC                   |
| Español de Talca          | Talca                  | Gimnasio Cendyr Sur Gimnasio Manuel Herrera Blanco | 1.500 4.500 | Héctor Vera Alfaro   | Masitri    | PF                     |
| Universidad de Concepción | Concepción             | Casa del Deporte                                   | 2.000       | Santiago Gómez       | Macron     | Mundo                  |
| Las Ánimas de Valdivia    | Valdivia               | Gimnasio de Las Ánimas Coliseo Antonio Azurmendy   | 500 5.000   | Carlos Zúñiga        | Playoff    | Transportes Betancourt |
| CD Valdivia               | Valdivia               | Coliseo Municipal Antonio Azurmendy                | 5.000       | Juan Manuel Jápez    | Live PRO   | Rojabet                |
| Coolbet Español de Osorno | Osorno                 | Gimnasio Monumental María Gallardo                 | 5.500       | Jorge Luis Álvarez   | Playoff    | Coolbet                |
| Puerto Varas Basket       | Puerto Varas           | Gimnasio Fiscal de Puerto Varas                    | 1.300       | Damián Gamarra       | Evensport  | Cecinas Llanquihue     |
| ABA Ancud                 | Ancud                  | Gimnasio Fiscal de Ancud                           | 2.500       | Cipriano Núñez       | Playoff    | Angelmó                |

## Campeones
| Temporada | Campeón                                                   | Resultado                                                 | Subcampeón                                                | Entrenador                                                |
| 2010      | Español de Talca                                          | 3-1                                                       | Boston College                                            | Claudio Lavín                                             |
| 2011-12   | Deportes Castro                                           | 3-1                                                       | Boston College                                            | Warren Espinoza                                           |
| 2012-13   | Español de Talca                                          | 3-1                                                       | Boston College                                            | Carlos Iglesias                                           |
| 2013-14   | Tinguiririca San Fernando                                 | 3-1                                                       | Osorno Básquetbol                                         | Pablo Ares                                                |
| 2014-15   | Colo-Colo                                                 | 3-2                                                       | Deportes Castro                                           | Gabriel Schamberger                                       |
| 2015-16   | Deportivo Valdivia                                        | 4-2                                                       | Universidad de Concepción                                 | Juan Manuel Córdoba                                       |
| 2016-17   | Español de Talca                                          | 4-2                                                       | Osorno Básquetbol                                         | Gabriel Schamberger                                       |
| 2017-18   | Las Ánimas de Valdivia                                    | 4-1                                                       | Colegio Los Leones                                        | Jorge Luis Álvarez                                        |
| 2018-19   | Deportivo Valdivia                                        | 4-1                                                       | Colegio Los Leones                                        | Juan Manuel Córdoba                                       |
| 2019-20   | Temporada suspendida a causa de la pandemia del Covid-19. | Temporada suspendida a causa de la pandemia del Covid-19. | Temporada suspendida a causa de la pandemia del Covid-19. | Temporada suspendida a causa de la pandemia del Covid-19. |
| 2021      | Universidad de Concepción                                 | 3-1                                                       | Deportivo Valdivia                                        | Cipriano Núñez                                            |
| 2022      | Universidad de Concepción                                 | 4-2                                                       | Colegio Los Leones                                        | Cipriano Núñez                                            |
| 2023      | Universidad de Concepción                                 | 4-1                                                       | Colegio Los Leones                                        | Cipriano Núñez                                            |
| 2024      | Colegio Los Leones                                        | 4-1                                                       | Español de Osorno                                         | José Ángel Samaniego                                      |
| 2025      | Universidad de Concepción                                 | 4-1                                                       | Colegio Los Leones                                        | Santiago Gómez                                            |

## Campeonatos por equipo
| Equipo                    | Títulos | Subtítulos |
| ------------------------- | ------- | ---------- |
| Universidad de Concepción | 4       | 1          |
| Español de Talca          | 3       | -          |
| Deportivo Valdivia        | 2       | 1          |
| Colegio Los Leones        | 1       | 5          |
| Deportes Castro           | 1       | 1          |
| Tinguiririca San Fernando | 1       | -          |
| Colo-Colo                 | 1       | -          |
| Las Ánimas de Valdivia    | 1       | -          |
| Boston College            | -       | 3          |
| Osorno Básquetbol         | -       | 2          |
| Español de Osorno         | -       | 1          |

### Campeones consecutivos
| Tricampeón                | Tricampeón | Tricampeón       |
| Club                      | Veces      | Años campeón     |
| ------------------------- | ---------- | ---------------- |
| Universidad de Concepción | 1          | 2021, 2022, 2023 |

## Equipos participantes en la Liga Nacional de Básquetbol
Desde su temporada inaugural, un total de 31 equipos han participado en al menos una de las 14 temporadas oficiales de la Liga Nacional de Básquetbol, desde la edición de 2010.
Se destaca que ningún club a logrado participar en todas las ediciones de LNB. Sin embargo, son 5 clubes que han participado en 14 ediciones de la competición. Municipal Puente Alto participó en la primera edición de la LNB, ausentándose en la temporada 2013-14; mientras que,  Colegio Los Leones de Quilpué, Club Deportivo Valdivia, Club de Deportes Las Ánimas y la Asociación de Básquetbol Ancud solo se perdieron la temporada inaugural de la liga. Para la temporada actual, se destaca el debut en esta competencia del club Puerto Varas Basket de Puerto Varas.
| N°  | Club                                                                | Temporadas en LNB | Debut   | Última participación | Situación actual                                |
| --- | ------------------------------------------------------------------- | ----------------- | ------- | -------------------- | ----------------------------------------------- |
| 1.  | Municipal Puente Alto                                               | 14                | 2010    | Vigente              | Liga UNO                                        |
| 2.  | ABA Ancud                                                           | 14                | 2011-12 | Vigente              | Liga UNO                                        |
| 3.  | CD Valdivia                                                         | 14                | 2011-12 | Vigente              | Liga UNO                                        |
| 4.  | Las Ánimas de Valdivia                                              | 14                | 2011-12 | Vigente              | Liga UNO                                        |
| 5.  | Colegio Los Leones                                                  | 14                | 2011-12 | Vigente              | Liga UNO                                        |
| 6.  | Español de Talca                                                    | 13                | 2010    | Vigente              | Liga UNO                                        |
| 7.  | Universidad Católica                                                | 13                | 2010    | Vigente              | Liga UNO                                        |
| 8.  | Universidad de Concepción                                           | 13                | 2010    | Vigente              | Liga UNO                                        |
| 9.  | Deportes Castro / Naviera Ulloa                                     | 12                | 2011-12 | 2024                 | Liga Saesa                                      |
| 10. | CEB Puerto Montt                                                    | 9                 | 2013-14 | 2024                 | Liga Saesa                                      |
| 11. | Osorno Basquetbol                                                   | 8                 | 2010    | 2018-19              | Desaparecido                                    |
| 12. | Temuco Basket AB Temuco                                             | 6                 | 2011-12 | 2023                 | Liga Saesa                                      |
| 13. | CD Tinguiririca                                                     | 6                 | 2013-14 | 2023                 | Liga DOS                                        |
| 14. | Atlético Puerto Varas                                               | 6                 | 2018-19 | 2024                 | Fusionado                                       |
| 15. | Boston College                                                      | 4                 | 2010    | 2013-14              | Liga DOS                                        |
| 16. | Sagrados Corazones                                                  | 4                 | 2010    | 2013-14              | Asociación de Basquetbol de Viña del Mar        |
| 17. | Quilicura Basket / Municipal Quilicura / Santiago Morning Quilicura | 4                 | 2013-14 | 2023                 | Suspendido                                      |
| 18. | Sportiva Italiana                                                   | 4                 | 2011-12 | Vigente              | Liga UNO                                        |
| 19. | Club Providencia                                                    | 3                 | 2010    | 2012-13              | Asociación Regional de Basquetbol Metropolitana |
| 20. | Stadio Italiano                                                     | 3                 | 2010    | 2012-13              | Liga DOS                                        |
| 21. | Español de Osorno                                                   | 3                 | 2023    | Vigente              | Liga UNO                                        |
| 22. | Colo Colo                                                           | 3                 | 2014-15 | Vigente              | Liga UNO                                        |
| 23. | Alemán de Concepción                                                | 2                 | 2010    | 2011-12              | Liga DOS                                        |
| 24. | CDSC Puerto Varas                                                   | 2                 | 2013-14 | 2015-16              | Fusionado                                       |
| 25. | Liceo Pablo Neruda                                                  | 1                 | 2024    | 2024                 | Desaparecido                                    |
| 26. | Liceo Mixto de Los Andes                                            | 1                 | 2010    | 2010                 | Asociación de Basquetbol Los Andes              |
| 27. | Deportivo Pucón                                                     | 1                 | 2011-12 | 2011-12              | Desaparecido                                    |
| 28. | CD El Sabueso                                                       | 1                 | 2011-12 | 2011-12              | Asociación de Básquetbol de Santiago            |
| 29. | Palestino                                                           | 1                 | 2011-12 | 2011-12              | Asociación de Básquetbol de Las Condes          |
| 30. | Puerto Varas Basket                                                 | 1                 | 2025    | Vigente              | Liga UNO                                        |
| 31. | Colegio San Juan Evangelista                                        | 1                 | 2011-12 | 2011-12              | Liga de Básquetbol de Colegios Particulares     |